# Noctiluque (émission de radio)
Pour l'organisme marin, voir Noctiluque.
Noctiluque est une émission radiophonique littéraire hebdomadaire produite et présentée par Brigitte Kernel sur France Inter. La première partie de l'émission présente un ou plusieurs auteurs faisant l'actualité. La deuxième est le récit d'un roman écrit par Brigitte Kernel agrémenté d'effets sonores et complété par la suite par les auditeurs sous forme de « cadavre exquis ».

## Équipe
- Productrice et présentatrice : Brigitte Kernel
- Réalisation : Éliane Girard
- Attaché de production : Zohra Bensmaili
- Programmation musicale : Jean-Michel Montu